# Brienz
Brienz (Bernduits: Briens) is een gemeente in het district Interlaken-Oberhasli in het Zwitserse kanton Bern.
De gemeente is gelegen aan de Brienzersee, oftewel het Meer van Brienz. Het dorp staat bekend om zijn houtsnijderstraditie en vioolbouwschool. Vanuit Brienz gaat de Brienz-Rothorn-Bahn, een tandradbaan, met stoomlocomotieven, omhoog naar de 2350 meter hoge Brienzer Rothorn die zich ten noorden van de plaats verheft. Brienz telt 2.998 inwoners.

## Geboren
- Samuel Bhend (1943-2021), politicus